# Karl Heinz Bürger
Karl Heinz Bürger (Güstrow, 16 febbraio 1904 – Karlsbad, 2 dicembre 1988) è stato un generale tedesco, noto in particolare per essere stato nel periodo della Repubblica Sociale Italiana di Salò, l'ufficiale, che, sottoposto a Karl Wolff, comandò e organizzò nel 1944-1945 la repressione antipartigiana nell'Italia centrale, in Veneto e Lombardia orientale. SS- und Polizeiführer nel Caucaso del Nord (1942), a Avdiïvka (1942-1943) e in Italia (1943-1945). Ebbe al suo comando l'Einsatzkommando Bürger, un'unità di polizia specializzata nella lotta partigiana.

## Biografia
Karl-Heinz Bürger era figlio di un maestro panettiere di Güstrow nel Meclemburgo. Nel giugno 1923 diventò un membro della SA a Norimberga e il 9 novembre 1923 prese parte al Putsch di Monaco. Lasciate le SA, lavorò dal 1924 al 1925 nel settore aeronautico e studiò a partire dalla metà degli anni 1920 presso le Università di Monaco di Baviera, Amburgo e Rostock, filosofia. Bürger completò lo studio e divenne insegnante. Nel 1927 aderì al NSDAP (matricola 68.902) e nel 1933 si arruolò nelle SS (matricola 156.309).
Karl-Heinz Bürger lavorò come insegnante, prima di diventare nel 1936 responsabile dell'ufficio "Rasse-und Siedlungshauptamt“ (RuSHA).  Dal novembre 1938 al marzo 1940 frequentò la SS-Junkerschule, l'accademia militare delle SS di Braunschweig, e dal giugno 1940 ad aprile 1941, fu distaccato presso l'ufficio del SS Obergruppenführer August Heissmeyer. Dalla fine di agosto 1942 fu nominato colonnello comandante delle SS e della Polizia nel nord del Caucaso e poi nell'ottobre del 1942 in Ucraina a Avdiïvka impegnandosi nella guerra partigiana nella Volinia.
Dall'inizio del mese di dicembre 1943 fino al maggio 1945 fu comandato in Italia. Proveniente dall'Ucraina, lo Standartenführer Bürger fu subito impiegato nella pianificazione e esecuzione della lotta antipartigiana dapprima in Val Maira in Piemonte e in seguito in provincia di Arezzo e nell'Appennino. Nel giugno 1944 Bürger, su ordine del generale Albert Kesselring e del generale Karl Wolff, combatté i gruppi partigiani operanti tra Siena e il Lago Trasimeno, nell'area in cui avrebbe dovuto sorgere la Linea Albert. Qui iniziò alcuni rastrellamenti tra l'Umbria e la provincia di Arezzo, e condusse l'"Operazione Kastanie", che si svolse nell'alpe della Luna presso Sansepolcro e si concluse con la fucilazione di sei insorti.
Dall'agosto 1944 al maggio 1945 pose il suo quartier generale  sul lago di Garda, a Desenzano e a Portese di Salò, come comandante della polizia SS del Veneto e della Lombardia orientale. In Italia organizzò tra l'altro la repressione antipartigiana in Val Camonica contro le Fiamme Verdi e in Trentino ove un gruppo alle sue dirette dipendenze,  la 2ª e la 3ª Compagnia del Gruppo operativo Bürger (Einsatzkommando Bürger), il 263º Battaglione orientale (263º Ost-Bataillon), fu il responsabile dell'eccidio di Malga Zonta nell'"operazione Belvedere".
Il 13 maggio 1945, fu catturato dalle truppe americane a Bolzano. Incarcerato come criminale di guerra in Inghilterra presso l'Island Farm (campo 198) situato nella periferia di Bridgend nel sud del Galles, fu liberato il 12 maggio 1948. Ritornò a Ibbenbüren e lavorò come insegnante di scuola elementare. Morì nel dicembre 1988 a Karlsbad.

## Decorazioni
- Ordine del Sangue nel 1934
- Croce di Ferro (1939): Seconda Classe nel 1939
- Croce di Ferro  (1939): Prima Classe nel 1944
- Distintivo per la repressione della guerriglia partigiana in bronzo il 30 ottobre 1944
- Insegna d'oro del Partito Nazionalsocialista Tedesco dei Lavoratori
- Medaglia di lungo servizio nel NSDAP in bronzo e argento
- Spada d'onore delle SS del Reichsführer SS
- SS-Ehrenring

## Carriera militare
| gradi SS           | gradi SS                                    |
| Data               | Rang                                        |
| ------------------ | ------------------------------------------- |
| 1936               | SS-Obersturmführer                          |
| Settembre 1936     | SS-Hauptsturmführer                         |
| Aprile 1937        | SS-Sturmbannführer                          |
| Settembre 1942     | SS- Standartenführer und Oberst der Polizei |
| Aprile-luglio 1944 | SS-Oberführer                               |